# Бустос Домек
Онорио Бустос Домек (Honorio Bustos Domecq) — псевдоним, под которым аргентинские писатели Хорхе Луис Борхес и Адольфо Биой Касарес опубликовали в 1942 г. сборник детективных рассказов «Шесть задач для дона Исидро Пароди». За ним в 1946 г. последовали ещё два рассказа — «Две достопамятные фантазии».
В своих интервью Борхес отмечал, что совместная работа с Биой Касаресом привела к возникновению нового авторского голоса, отличного от их обоих. Они дали ему имена своих прадедов — Бустоса и Домека. Аналогичным образом был образован другой псевдоним Борхеса с Биой Касаресом — Суарес Линч. Под этим именем они опубликовали в 1946 г. пародийный детектив «Модель для смерти».
После того, как Борхес ослеп, писатели выпустили ещё две книги совместных рассказов — «Хроники Бустоса Домека» (1967) и «Новые рассказы Бустоса Домека» (1977), однако, в отличие от книг 1940-х, это не были литературные мистификации — на обложках указаны имена обоих авторов. Борхес отмечал необычность слога Бустоса Домека:

Стиль — сплошная пародия. Бустос пишет по-журналистски небрежно, у него масса неологизмов, латинских слов, клише, смешанных метафор, бессвязностей и напыщенных выражений.